# Đội tuyển Billie Jean King Cup Madagascar
Đội tuyển Billie Jean King Cup Madagascar đại diện Madagascar ở giải đấu quần vợt Billie Jean King Cup và được quản lý bởi Liên đoàn Quần vợt Madagascar. Họ chưa thi đấu kể từ năm 1999, nhưng đến năm 2013, thì đội trở lại.

## Lịch sử
Madagascar tham dự kì Fed Cup đầu tiên vào năm 1997. Thành tích tốt nhất của đội là vô địch Nhóm II trong năm đầu ra mắt.